# Arti e Mestieri
Gli Arti & Mestieri (Arti e Mestieri), noti anche come arti + mestieri, sono un gruppo musicale di rock progressivo italiano e di jazz-rock.
Formatisi nel 1974 a Torino per opera di Furio Chirico, ex batterista dei The Trip e de I Ragazzi del Sole, Arturo Vitale (1954-2024), Gigi Venegoni, Giovanni Vigliar e Marco Gallesi dal gruppo "Sogno Di Archimede", ed il tastierista degli allora "Mystics" Beppe Crovella; il gruppo è tuttora in attività.
Il loro stile per certi aspetti si accosta al contesto progressive, ma senz'altro l'impronta che hanno lasciato dietro di sé negli anni, profuma molto di jazz. Lo stile può essere definito, a seconda, sia come "classical progressive rock" seppur con utilizzo di armonie di Jazz avanzato, che come jazz rock sinfonico, in quanto la band utilizza armonie sinfoniche raramente presenti nel semplice Jazz-rock.

## Storia
La band ha iniziato la sua carriera nel 1974 con il sostegno di due figure chiave di quel periodo: il manager Franco Mamone ed il discografico Gianni Sassi (Cramps Records).
Esordiscono al Parco Lambro di Milano nel 1974 al Festival del Re Nudo, la cosiddetta "Woodstock italiana", con la formazione composta da Furio Chirico (batteria), Beppe Crovella (piano, organo, mellotron, sintetizzatore), Marco Gallesi (basso), Gigi Venegoni (chitarra, sintetizzatore), Giovanni Vigliar (violino, voce), Arturo Vitale (sassofono soprano e baritono, clarinetto, vibrafono).
In seguito conoscono Gianni Sassi, che li arruolò nella sua Cramps Records. Tilt, il primo album, fu registrato a Roma, e divenne immediatamente un classico del prog rock per la sua originalità. Seguirono tour nei teatri con la Premiata Forneria Marconi, il ritorno al festival di Re Nudo al Parco Lambro e tour con i Gentle Giant e gli Area.
L'anno successivo pubblicarono Giro di valzer per domani (Cramps Records, 1975), il secondo album, che punta una maggiore enfasi sul jazz rock. In questo album canta Gianfranco Gaza, precedentemente con i Procession, scomparso nel 1986.
Subito dopo l'ideazione (ma non realizzazione) di quello che avrebbe dovuto essere il loro terzo album (Necropoli), abbiamo il primo ridimensionamento della band con l'uscita di Gigi Venegoni e Marco Gallesi, che si impegnarono rispettivamente nel Venegoni & Co ed Esagono.
Il terzo album Quinto stato vede la luce nel 1979, quando ormai il genere progressive rock andava scemando di interesse e l'epoca d'oro poteva dirsi definitivamente chiusa. Infatti la band cambia il proprio assetto continuamente, e conta all'attivo 11 LP tra studio, live e collezioni, e numerosi concerti.
L'album, ideato da Furio Chirico e Mario Gallesi, affronta in maniera più decisa rispetto al passato i problemi sociali e i temi dell'insoddisfazione giovanile. Per “quinto stato” si intende, infatti, emarginazione e impossibilità di inserirsi in una società che non ha più valori né regole, se non quelle della prevaricazione e della sopraffazione a ogni livello. Musica e testi molto duri contraddistinguono questa opera che, seppur non all'altezza delle precedenti, risulta comunque convincente.
Nell'incisione è da segnalare la presenza alle tastiere di Marco Cimino, già membro degli Zauber e degli Errata Corrige e quella di Flavio Boltro alla tromba. Venegoni, che nell'album compare solo in un brano, abbandona il gruppo per dedicarsi esclusivamente a Venegoni & Co., formazione con cui incide due apprezzati album.
Dopo altri quattro anni di silenzio, il gruppo riappare nel 1983, completamente rivoluzionato nell'organico, con un album intitolato Acquario. Insieme a Furio Chirico sono presenti Antonino Salerno (tastiere), Umberto Mari (basso), Luigi Tessarollo (chitarra), Guido Scategni (fiati) e Sirio Merlo (sax). Il jazz-rock proposto è interamente strumentale e con frequenti interplay puramente jazzistici. A due anni di distanza segue Children's Blues, anch'esso strumentale e con soluzioni ancora più vicine al jazz. La formazione è nuovamente cambiata: con Chirico, Salerno e Mari stavolta ci sono Mario Petracca (chitarra), Claudio Bonade'(sax), Gigi Mucciolo (tromba) e Johnny Capriuolo (trombone).
È da segnalare, ancora, la pubblicazione nei primi mesi del 1990 del CD Live, con brani tratti da Tilt eseguiti in concerto nel maggio del 1974 a Torino e contenente, inoltre, l'inedito Comin' Here To Get You, firmato da Vigliar.

### Reunion
Negli anni Novanta, la band viene riformata con 5 membri originali, Furio Chirico alla batteria, Luigi Venegoni alla chitarra, Beppe Crovella alle tastiere, Marco Gallesi al basso, Arturo Vitale al sax e Marco Cimino alle tastiere. Dopo alcuni concerti, Arturo Vitale lascia la band e viene sostituito dal violinista Corrado Trabujo.
Nel 2000, viene pubblicata una delle più importanti opere della band, Murales. Nel 2001, "Articollezione" - una raccolta di brani inediti del primo periodo pieno di melodie vocali, mentre Live 1974/2000, pubblicato nel 2003, un cd doppio dal vivo.
L'anno seguente, Marco Gallesi lascia il posto a Roberto Cassetta (che suonava in tour con Carl Palmer e Ian Pace, e ha partecipato come turnista con Don Airey e Steve Morse) al basso e voce. Poi un famoso chitarrista italiano, Slep (che aveva lavorato con il signor Heckstall Smith e De Gregori in Germania e negli Stati Uniti) ha sostituito Luigi Venegoni (che aveva deciso di continuare come solista) il suono del gruppo si avvicina a quello delle origini.
Nel 2003,  con Roberto Cassetta al basso e voce e Slep alla chitarra, il gruppo instancabilmente esegue concerti in Italia e partecipa al Prog Day, uno dei festival più importanti degli Stati Uniti.
L'anno seguente, escono due album, Prog Day ed Estrazioni.
Nel marzo 2004, con Marco Roagna alla chitarra che sostituisce Slep e al sax soprano Warren Dale come ospite, 
danno una superba prestazione al Baja Prog di Mexicali, in Messico. Dopo il Baja Prog, il sassofonista Alfredo Ponissi si unisce alla band ufficialmente.
Nel 2005, sono di nuovo al Baja Prog, questa volta come headliner del festival. La scaletta della band include
un nuovo vocalist, Iano Nicolò (cantante dei Cantina Sociale). Nel giugno dello stesso anno, arti&mestieri vengono invitati per la prima volta nella Terra del Sol Levante 2 concerti audio e video registrati, al Teatro Club Città di Kawasaki, in Giappone. Il CD First Live in Japan viene pubblicato in Giappone da Disc Union, negli Stati Uniti MoonJune Records  e in Italia per l'Electromantic Music. Lautaro Acosta, uno dei più promettenti giovani violinisti italiani, si unisce ufficialmente la band. Nel 2006, partecipano al In Progress One, uno dei più importanti festival di musica progressiva in Sardegna Italia.
A metà del 2009 l'uscita mondiale di Il Grande Belzon un mini album progressive, che contiene 1 pezzo strumentale e 3 cantati (due in italiano e uno in inglese) ispirato dalla vita dell'esploratore italiano Giovanni Belzoni, un personaggio che ricorda l'eroe filmico Indiana Jones. Belzoni iniziò a lavorare come "uomo forte" in un circo, poi diventò un archeologo e infine un famoso egittologo. I testi delle canzoni di questo album sono stati scritti interamente dal giornalista e scrittore Marco Zatterin.
Il primo semestre del 2010 ha visto la partecipazione del gruppo in tre dei principali festival di rock progressivo nel mondo, il Prog'Sud a Marsiglia in Francia, Verona Prog Fest a Verona, Rock in Umbria, in 2011 Traffic a Torino in Italia, in 2013 Gouveia Art Rock a Gouveia in Portogallo. Al Verona Prog Fest si sono presentati con due ospiti speciali, due grandi stelle del rock progressivo inglese, il violinista David Cross (King Crimson) e il sassofonista David Jackson (Van Der Graaf Generator), in quell'anno Roberto Cassetta viene sostituito al basso da Roberto Puggioni, bassista eclettico e molto apprezzato.
Nel 2011 rientra definitivamente nella band Gigi Venegoni che in coppia con Marco Roagna, il 5 novembre 2011 sono di nuovo in concerto partecipando all' Italian Progressive Rock Festival I in Giappone al Teatro Club Città di Kawasaki, registrando un live che verrà prodotto da Sfera Entertainment e pubblicato da Ma.Ra.Cash Records in copia con un DVD di un secondo concerto, questa volta avvenuto in Italia al 2 Days Prog+1 a Veruno, video registrato il 2 settembre 2011 ospiti questa volta Mel Collins al sax e David Cross al violino, entrambi dei King Crimson.
Il 2013/14 vede l'uscita di Universi paralleli con cui si celebrano i 40 anni della nascita della storica band omaggiando Tilt; Universi paralleli è uscito per il mercato italiano nel settembre 2015 per l’etichetta storica Cramps Records, (Distribuzione Sony Music Italy) ma è stato pubblicato prima in Giappone per la Major King Records, dove è stato definito il miglior album di un gruppo storico di progressive Italiano.
Nell'anniversario del Quarantennale della storia musicale della band, nel 2015, gli Arti & Mestieri partecipano al The Best Of Italian Rock, presso il teatro Club Città a Tokyo, in Giappone; in quell'occasione l'intera performance viene registrata per la collana Live In Japan THE BEST OF ITALIAN ROCK. Il concerto viene eseguito con un organico di 10 musicisti tra i quali i quattro componenti storici originali: Furio Chirico, Gigi Venegoni, Beppe Crovella ed Arturo Vitale, oltre ad un ospite speciale: Mel Collins dei King Crimson, con l'esecuzione degli arrangiamenti originali dei capolavori storici Tilt (1974) e Giro di valzer per domani (1975), Universi paralleli (2015), alcuni brani tratti da Murales (2000), un brano dei King Crimson ed infine una registrazione dal vivo del brano Gravità 9.81 con testo originale, cantata da Lino Vairetti degli Osanna al Moncalieri Jazz festival a Moncalieri in Torino in Italia.
Il Cofanetto degli The Best Of Italian Rock - Live In Japan è stato pubblicato in Giappone dalla Major storica King Records nel dicembre 2017, distribuito in tutto il mondo.
Nel 2019, nasce il progetto concertistico ”Essentia”, la prima sfida del gruppo focalizzata sulla loro essenza musicale più jazzistica, giocando con grande equilibrio tra la melodia di ispirazione mediterranea, l’armonia sempre ricercata ed aperta e il ritmo intenso ed originale, con una formazione in quintetto che comprende due componenti storici della formazione originale, Furio Chirico e Gigi Venegoni, insieme a Piero Mortara, Lautaro Acosta e Roberto Puggioni.
Il 2020 vede l'uscita di Essentia LIVE IN JAPAN (Jazz Rock Legends LIVE IN JAPAN), una magnifica produzione discografica; l'intera registrazione del concerto degli Arti & Mestieri del 18 maggio 2019 al Jazz Rock Legends in Giappone, il quarto clamoroso ritorno della band nella terra del Sol Levante. Uno splendido cofanetto di tre supporti (2 CD e un DVD) racchiude tutta l'opera oltre all'esecuzione di due brani improvvisati nel finale mozzafiato dell'evento, suonati insieme a Patrizio Fariselli - Area Open Project: “The Wind Cries Mary” (J.Hendrix) e “King Kong” (F.Zappa); due protagonisti, due gruppi leggendari della storia della musica italiana, un percorso portato avanti sempre con coerenza, integrità intellettuale ed artistica. Uscita prevista fine ottobre, contemporaneamente con la storica major-label King Records e dalla gloriosa Warner Music Italy.
Verrà inoltre prodotta un’edizione limitata e numerata in vinile esclusivamente dalla Warner Music Italy.
Il 18 gennaio 2024 scompare a 69 anni Arturo Vitale. La band lo ha reso noto tramite un comunicato ufficiale, nel quale Furio Chirico lo commemora.

## Formazione

### Componenti nel 1974
- Gigi Venegoni - chitarra
- Furio Chirico - batteria
- Beppe Crovella - tastiere
- Marco Gallesi - basso
- Giovanni Vigliar - violino, voce
- Arturo Vitale - fiati

### Componenti nel 1975
- Gigi Venegoni - chitarra
- Furio Chirico - batteria
- Beppe Crovella - tastiere
- Marco Gallesi - basso
- Giovanni Vigliar - violino
- Arturo Vitale - fiati
- Gianfranco Gaza - voce

### Componenti nel 1979
- Furio Chirico - batteria
- Marco Gallesi - basso
- Claudio Montafia - chitarra
- Marco Cimino - tastiere
- Flavio Boltro - tromba
- Arturo Vitale - fiati, pianoforte, voce
- Rudi Passuello - voce

### Componenti nel 1983
- Furio Chirico - batteria
- Willy Fugazza - chitarra
- Antonino Salerno - tastiere
- Umberto Mari - basso
- Guido Scateni - sax
- Siro Merlo - sax

### Componenti nel 1984
- Furio Chirico - batteria
- Luigi Tessarollo - chitarra
- Antonino Salerno - tastiere
- Umberto Mari - basso
- Siro Merlo - sax tenore
- Guido Scategni - sax contralto

### Componenti nel 1985
- Furio Chirico - batteria
- Mario Petracca - chitarra
- Antonino Salerno - tastiere
- Umberto Mari - basso
- Claudio Bonade - sax alto
- Pierluigi Mucciolo - tromba, flicorno
- Johnny Capriuolo - trombone

### Componenti nel 2001
- Furio Chirico - batteria
- Gigi Venegoni - chitarra
- Beppe Crovella - tastiere
- Marco Gallesi - basso
- Marco Cimino - fiati
- Corrado Trabuio - violino

### Componenti nel 2003
- Furio Chirico - batteria
- Beppe Crovella - tastiere
- Corrado Trabuio - violino
- Slep - chitarra
- Roberto Cassetta - basso

### Componenti nel 2005
- Furio Chirico - batteria
- Beppe Crovella - tastiere
- Lautaro Acosta - violino
- Marco Roagna - chitarra
- Roberto Cassetta - basso
- Alfredo Ponissi - sax
- Iano Nicolò - voce

### Componenti nel 2010
- Furio Chirico - batteria
- Beppe Crovella - tastiere
- Gigi Venegoni - chitarra
- Roberto Puggioni - basso
- Marco Roagna - chitarra
- Iano Nicolò - voce

### Componenti nel 2015
- Furio Chirico - batteria e percussioni
- Gigi Venegoni - chitarra elettrica, chitarra acustica
- Lautaro Acosta - violino
- Iano Nicolò - voce
- Piero Mortara - fisarmonica, pianoforte acustico, tastiere
- Roberto Puggioni - basso elettrico, basso fretless
- Marco Roagna - chitarra elettrica, chitarra acustica

### Formazione attuale
- Furio Chirico - batteria e percussioni
- Gigi Venegoni - chitarra elettrica, chitarra acustica
- Piero Mortara - fisarmonica, pianoforte acustico, tastiere
- Lautaro Acosta - violino
- Livia Alexandra Hagiu - violino
- Roberto Puggioni - basso elettrico, basso fretless
- Gabriele Tommaso - chitarra

## Discografia

### Album in studio
- 1974 - Tilt (Immagini per un orecchio) (Cramps, CRSLP 5501)
- 1975 - Giro di valzer per domani (Cramps, CRSLP 5205-502)
- 1979 - Quinto stato (Cramps, CRSLP 5205-505)
- 1983 - Acquario (Studio Records, MS 1002)
- 1985 - Children's Blues (Augusta, MS 1009)
- 2001 - Murales
- 2015 - Universi paralleli (King Records Japan, KICP 1733, Sony Music Italy / Cramps Records, 88875126942)

### Singoli
- 1974 - Valzer per domani/Saper sentire Cramps, CRSNP 1901)
- 1984 - Managua/Lemon vodka Studio Records, MS 2011)

### Album dal vivo
- 2002 - Live 1974/2000
- 2003 - ProgDay
- 2006 - First Live in Japan
- 2013 - The Live (CD + DVD), (Ma.Ra.Cash Records)
- 2017 - THE BEST OF ITALIAN ROCK (King Records Japan), (2 blu-spec CD + DVD)
- 2020 - "Essentia" LIVE IN JAPAN(Jazz Rock Legends LIVE IN JAPAN) (King Records Japan), (2 blu-spec CD + DVD)
- 2020 - "Essentia" LIVE IN JAPAN(Jazz Rock Legends LIVE IN JAPAN) (Warner Music), (2 CD + DVD, LP)
- 2022 - Official Live Bootleg Rome Sept. 11th 2021 (ZdB), (2 CD)

### Raccolte
- 2002 - Articollezione (Electromantic Music)
- 2005 - Estrazioni (Electromantic Music)
- 2007 - 33 (Electromantic Music) Box contenente 2 DVD + CD + LP + Book + gadget vari
- 2018 - The Best Of Arti & Mestieri : Gravitas (Electromantic Music Japan)
- 2018 - The Best Of Arti & Mestieri : Valzers (Electromantic Music Japan)

### Ep
- 2009 - Il grande Belzoni (Electromantic Music, AM 3391)